# 이바드파

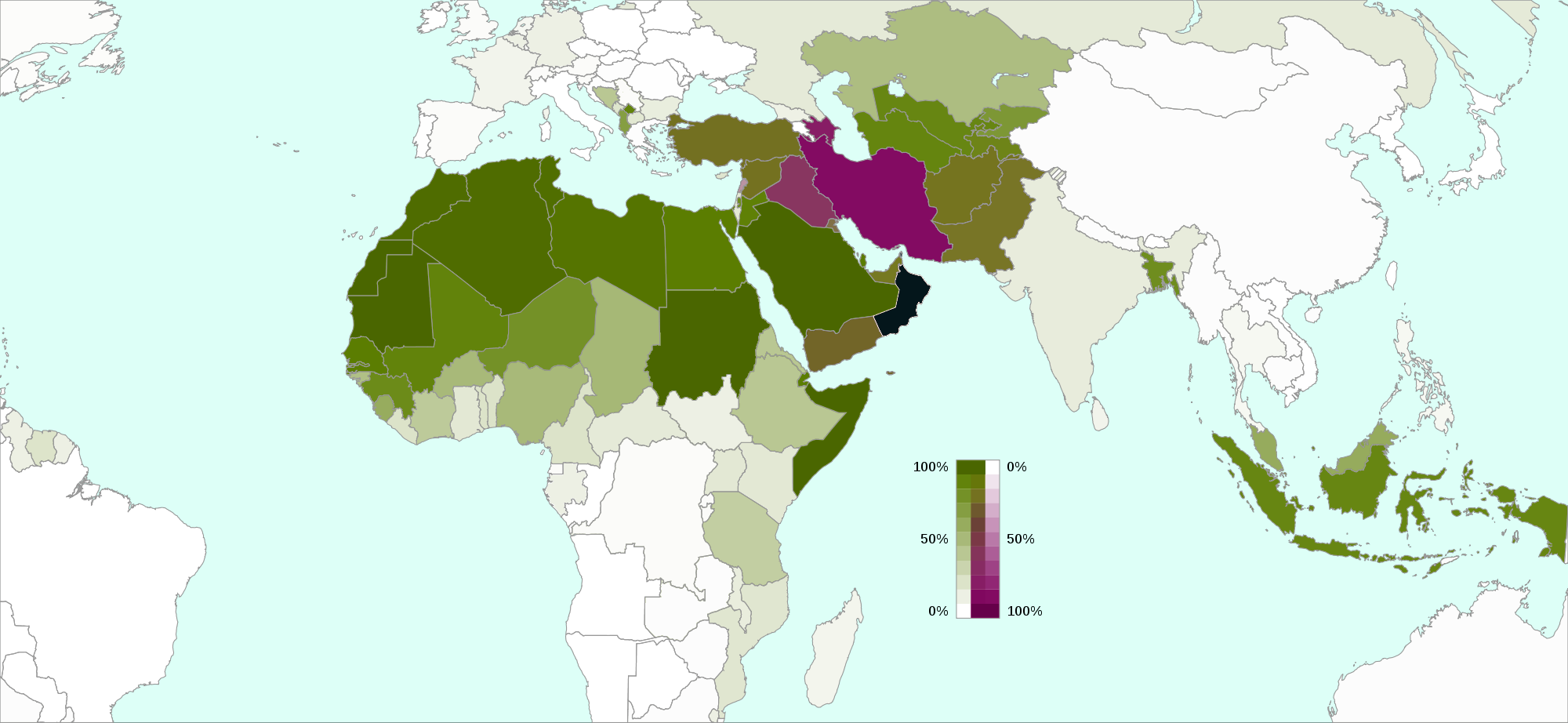
이바드파 분포 (검정)

이바드파(아랍어: الاباضية 이바디야[*])는 오만과 잔지바르에서 지배적인 이슬람의 분파이다. 알제리나 튀니지, 리비아, 동아프리카 등지에서도 일부 존재한다. 수니파, 시아파와 마찬가지로 이슬람의 예언자인 무함마드의 사망 이후에 갈라져 나온 분파로 알려져 있다.

## 같이 보기
- 가르다이아
- 잔지바르 술탄국